# Parti khmer de la volonté
Le Parti khmer de la volonté (en khmer : គណបក្សឆន្ទៈខ្មែរ ; en anglais : Khmer Will Party abrégé en KWP) est un parti politique cambodgien fondé en 2018 et présidé par Kong Monika. Il est issu du Parti du sauvetage national du Cambodge dissous par la Cour suprême en novembre 2017.

## Histoire
Le Parti khmer de la volonté est fondé en avril 2018 par Kong Monika en tant que successeur du Parti du sauvetage national du Cambodge (PSNC). Ce dernier est dissous par la Cour suprême en novembre 2017 et était dirigé par Kong Korm, le père de Kong Monika. Lors de sa conférence inaugurale le 1er juillet 2018, le Parti khmer de la volonté se décrit comme « l'âme du PSNC » et déclare que son objectif est de conquérir les plus de trois millions d'anciens électeurs du PSNC. Le parti indique qu'il luttera contre la corruption et le clientélisme, fera campagne pour la liberté d'expression et de réunion et travaillera également pour modifier la Constitution.
Lors de sa première participation électorale lors des élections législatives du 29 juillet 2018, le Parti khmer de la volonté arrive à la quatrième place mais ne remporte aucun siège. Soixante pour cent de ses candidats sont d'anciens membres du CNRP. Kong Monika qualifie l'appel de Sam Rainsy au boycott des élections et au soulèvement populaire en cas de victoire du Parti du peuple cambodgien au pouvoir comme étant faux et contraires aux normes internationales. Même si les résultats sont loin des objectifs annoncés, Kong Monica se déclare satisfaite des résultats.

## Résultats électoraux

### Élections législatives
| Élection | Chef        | Voix    | %    | Sièges  | +/– |
| -------- | ----------- | ------- | ---- | ------- | --- |
| 2018     | Kong Monika | 212 869 | 3,35 | 0 / 125 | Nv  |

### Élections sénatoriales
| Élection | Chef        | Voix  | %     | Sièges | +/– |
| -------- | ----------- | ----- | ----- | ------ | --- |
| 2024     | Kong Monika | 1 394 | 11,01 | 3 / 62 | Nv  |